# Franz Jacobi (Fußballfunktionär)

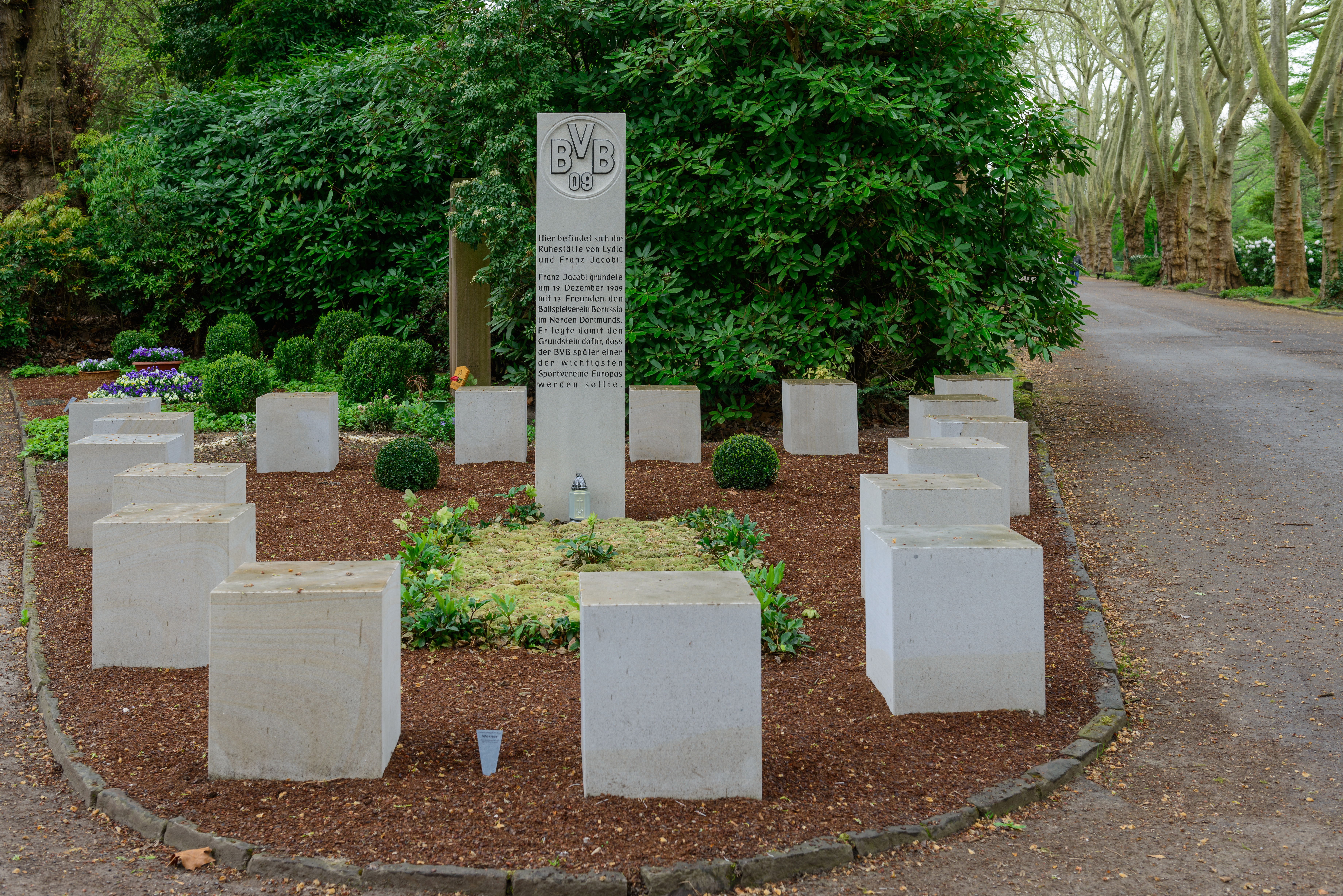
Grabstätte von Franz Jacobi auf dem Südwestfriedhof in Dortmund

Franz Jacobi (* 20. Juli 1888 in Dortmund; † 13. Februar 1979 in Salzgitter) war ein deutscher Hüttenbeamter in der Dortmunder Stahlindustrie und Mitbegründer des Fußballvereins Borussia Dortmund.

## Leben und Werdegang
Jacobi war Ende des Jahres 1909 einer der Rädelsführer unter Freizeitkickern, der sich das Fußballspielen vom Kaplan Hubert Dewald der Dortmunder Dreifaltigkeitsgemeinde nicht verbieten lassen wollte. Mit seinen Fußballfreunden spaltete er eine katholische Jugendgruppe und gründete am 19. Dezember 1909 den Ballspielverein Borussia 09. Er war zunächst Kassierer und Geschäftsführer von Borussia Dortmund, von 1910 bis 1923 dann Vorsitzender des Vereins. Danach war er Ehrenvorsitzender und bis in die 1960er Jahre in beratender Funktion aktiv. Jacobi verbrachte seine letzten Jahre in Salzgitter, wo er 1979 im Alter von 90 Jahren stirbt. Aus seiner Feder stammt die erste Vereinssatzung des BVB. Die weiteren Gründungsmitglieder des Vereins waren Heinrich Cleve, Franz Braun, Paul Braun, Hans Debest, Paul Dziendziella, Julius Jacobi, Wilhelm Jacobi, Hans Kahn, Gustav Müller, Franz Risse, Fritz Schulte, Hans Siebold, August Tönnesmann, Heinrich Unger, Fritz Weber, Franz Wendt und Robert Unger.
Im Juni 2013 begannen drei Fans von Borussia Dortmund mit einem Film-Projekt, das den Titel Am Borsigplatz geboren – Franz Jacobi und die Wiege des BVB trägt und die Geschichte Jacobis sowie der anderen Gründer von Borussia Dortmund filmisch erzählt.
Jacobi lag auf dem Friedhof von Salzgitter-Lebenstedt begraben. Im Zuge der Recherchen zu dem geplanten Film kam heraus, dass Jacobis Grab zwar entfernt worden war, seine Gebeine jedoch nach wie vor auf dem Friedhof ruhen, da die Grabstätte nicht neu verkauft wurde. Daher wurde auf Wunsch der Nachkommen Jacobis eine Umbettung auf den Südwestfriedhof in Dortmund organisiert. Diese fand am 27. Juli 2013 im Rahmen einer kirchlichen Zeremonie in der Dreifaltigkeitskirche statt.
Franz Jacobi war mit Lydia Jacobi, geborene Trott, verheiratet, mit der er einen Sohn hatte.